# Шишкін Іван Іванович

Портрет І. І. Шишкіна роботи Івана Крамського

Іва́н Іва́нович Ши́шкін (рос. Иван Иванович Шишкин; 13 (25) січня 1832, Єлабуга, Вятська губернія, Російська імперія— 8 (20) березня 1898, Санкт-Петербург, Російська імперія) — російський художник-пейзажист, живописець, рисувальник і гравер-аквафортист. Академік (1865), професор (1873), керівник пейзажної майстерні (1894–1895) Імператорської Академії мистецтв. Один із засновників Товариства пересувних художніх виставок.

## Біографія
Народився 13 січня 1832 року в місті Єлабуга Вятської губернії Російської імперії. Походив з давньої вятської родини Шишкіних, був сином купця Івана Васильовича Шишкіна (1792–1872).
У дванадцять років став учнем першої казанської гімназії, але, дійшовши в ній до 5-го класу, залишив її та вступив до Московського училища живопису, скульптури і зодчества (1852–1856). Закінчивши курс цього закладу, з 1857 продовжував свою освіту в Петербурзькій Академії мистецтв (1856–1865), де числився учнем професора С. М. Воробйова. Не задовольняючись заняттями в стінах академії, старанно малював і писав етюди з натури в околицях Санкт-Петербурга і на острові Валаамі, завдяки чому набував все більшого і більшого знайомство з її формами і вміння точно передавати її олівцем і пензлем. Уже в перший рік перебування в академії йому були присуджені дві малі срібні медалі за класний малюнок і за вид в околицях Санкт-Петербурга. У 1858 році він отримав велику срібну медаль за вид на Валаамі, в 1859 році — малу золоту медаль за пейзаж з околиць Санкт-Петербурга і, нарешті, в 1860 році — велику золоту медаль за два види місцевості Кукко, на Валаамі.
Отримавши, разом з цією останньою нагородою, право на поїздку за кордон як пенсіонер академії, він відправився в 1861 році в Мюнхен, відвідував там майстерні відомих художників, між іншим, майстерні Бенно і Франца Адамів, які користувалися великою популярністю як видатні анімалісти, а потім, в 1863 році, перебрався до Цюриху, де, під керівництвом професора Коллера, який вважався тоді одним з найкращих зображувачів тварин, змальовував і писав останніх з натури. У Цюриху спробував вперше гравірувати «царською водою» («царською водкою»). Звідси він зробив екскурсію до Женеви з метою ознайомитися з роботами Діде і Калама, а потім переїхав в Дюссельдорф і написав там на замовлення Н. Бикова «Вид на околицях Дюссельдорфа» — картину, яка, будучи надіслана в Санкт-Петербург, доставила художнику звання академіка. За кордоном, крім живопису, він багато займався малюнками пером; твори його в цьому роді приводили в здивування іноземців, і деякі були поміщені в Дюссельдорфському музеї поруч з малюнками першокласних європейських майстрів.
Занудьгувавши за батьківщиною, в 1866 році повернувся в Санкт-Петербург до закінчення терміну свого пенсіонерства. З того часу він нерідко робив подорожі з художньої метою по Росії, майже щороку виставляв свої твори спочатку в академії. Після того як заснувалося Товариство пересувних виставок, на цих виставках виробляв малюнки пером. З 1870 року, приєднався до гуртка аквафортистів, почав знову займатися гравіруванням «царською водою», яке вже не покидав до кінця свого життя, присвячуючи йому майже стільки ж часу, скільки і живопису. Всі ці роботи з кожним роком збільшували його репутацію як одного з найкращих російських живописців пейзажу і незрівнянного, у своєму роді, аквафортиста. Художник володів садибою в селі Вира (нині — Гатчинський район Ленінградської області).
У 1873 році академія звела його в звання професора за придбану нею майстерну картину «Лісова глушина». Після вступу в дію нового статуту академії, в 1892 році був запрошений керувати її навчальною пейзажною майстернею, але, за різними обставинами, виконував цю посаду недовго. Він помер раптово в Петербурзі 8 (20) березня 1898, працюючи над новою картиною «Водяний млин», на очах своєї учениці Варвари Астаф'євої. Він стояв перед картиною, яку писав, підняв руку із пензлем і впав.

## Творчість

Портрет І. І. Шишкіна роботи І. М. Крамського (1880, Російський музей)

Серед російських пейзажистів Шишкіну, безперечно, належить місце найсильнішого художника. У всіх своїх творах він є дивовижним знавцем рослинних форм, що відтворює їх з тонким розумінням як загального характеру, так і дрібних відмінностей будь-якої породи дерев, кущів і трав. Брався він за зображення соснового або ялинового лісу, окремі сосни та ялини, точно так само, як і їх сукупність, отримували у нього свою справжню фізіономію, без жодних прикрас чи применшення, — той вид і з тими подробицями, які цілком пояснюються і обумовлюються ґрунтом і кліматом, де художник змушував їх рости. Зображував він дуби або берези, вони брали у нього донезмоги правдиві форми в листі, гілках, стовбурах, корінні і в усіх подробицях. Сама місцевість під деревами — каміння, пісок чи глина, нерівності ґрунту, порослі папороттю та іншими лісовими травами, сухе листя, хмиз, сушняк та інше — отримували в картинах і малюнках Шишкіна вид досконалої дійсності.
Але ця реалістичність нерідко шкодила його пейзажам: у багатьох з них вона затуляла собою загальний настрій, повідомляла їм характер не картин, задуманих не з метою порушувати у глядача те чи інше почуття, а випадкових, хоч і чудових етюдів. Потрібно також зауважити, що з Шишкіним повторилося те, що буває майже з кожним особливо сильним малювальником: наука форм далася йому на шкоду для колориту, який, не будучи у нього слабким і негармонійним, все-таки не стоїть на одному рівні з майстерним малюнком. Тому талант Шишкіна іноді набагато яскравіше висловлюється в одноколірних малюнках і офортах, ніж у таких роботах, в яких він користувався багатьма фарбами. Картини та малюнки його настільки численні, що посилання навіть на найважливіші з них зайняло б занадто багато місця; особливо багато розійшлося їх між любителями мистецтва після влаштованої в 1891 році ретроспективної виставки робіт художника за сорок років його діяльності та розпродажі після його смерті того, що залишилося в його майстерні. Достатньо згадати про шишкінські твори, що знаходяться в публічних колекціях. Найбагатшою є московська Третьяковська галерея. У ній є картини: «Рубка лісу», «Полудень в околиці Москви», «Сосновий ліс», «Горілий ліс», «Жито», «Дебрі», «Пасіка», «Смерековий ліс» і «Ранок у сосновому лісі» і, крім того, сімнадцять майстерських малюнків. Російський музей володіє картинами: «Корабельний гай», «Галявинка з соснами», «Лісова глушина» і «Галявина», п'ятьма етюдами і двома малюнками. У Московський публічний музей надійшли, за заповітом К. Солдатенкова, картина «Вид у околицях Москви» і один малюнок.
Всіх виконаних Шишкіним офортів Д. Ровинський налічував до сотні, він вказував, понад те, на 68 оригінальних літографій і на 15 цинкогарфічних дослідів цього майстра. А. Бегров, в 1884—1885 роках, видав у двох серіях збірку 24 фототипічних знімків з малюнків вугіллям, виконаних для нього Шишкіним. У 1886 році сам художник випустив у світ альбом своїх вибраних гравюр в числі 25. Згодом відбитки з дощок, що служили для цього альбому, підправлені і дещо перероблені, були видані, з додачею кількох інших офортів, у вигляді нового альбому Марксом.
У 1880-і роки Шишкін створює багато картин, в сюжетах яких він як і раніше звертається переважно до життя російського лісу, російських лук і полів, втім, зачіпаючи й такі мотиви, як морське узбережжя Балтики. Основні риси його мистецтва зберігаються і тепер, але художник зовсім не залишається нерухомо на творчих позиціях, вироблених до кінця сімдесятих років. Такі полотна, як «Струмок у лісі (На косогорі)» (1880), «Заповідник. Сосновий бір» (1881), «Сосновий ліс» (1885), «В сосновому лісі» (1887) та інші характером близькі роботам попереднього десятиліття. Проте трактовані вони з більшою мистецькою свободою. У найкращих пейзажах Шишкіна цього часу висвітлюються загальні для російського образотворчого мистецтва тенденції, проте переломлені їм на свій лад. Художник із захопленням працює над широкими за розмахом, епічними за своїм ладом картинами, оспівує простори рідної землі. Тепер все відчутніше його прагнення передачі стану природи, експресії образів, чистоти палітри. У багатьох творах, простежуючи колірні і світлові градації, він використовує принципи тонального живопису.
Серед усіх творів художника найпопулярніша картина «Ранок у сосновому лісі». Її сюжет, можливо, був підказаний Шишкіну К. А. Савицьким. Є інша версія, що поштовхом до появи цього полотна послужив пейзаж «Туман в сосновому лісі» (1888), написаний, ймовірно, як і «Бурелом», під враженням від поїздки у вологодські ліси. «Туман в сосновому лісі», що мав успіх на пересувній виставці в Москві (нині у приватній колекції) міг викликати у Шишкіна і Савицького бажання написати полотно, що повторює мотив прославленої картини, але з включенням жанрової сцени.

## Родина
- Перша дружина Євгенія Олександрівна Шишкіна (Васильєва) сестра Федора Олександровича Васильєва (померла в 1874). У цьому шлюбі у Шишкіна було троє дітей: сини Володимир (1871–1873) і Костянтин (1873–1875), дочка Лідія (1869).
- Друга дружина Ольга Антонівна Лагода-Шишкіна (1850–1881) — художниця-пейзажистка, учениця Шишкіна в Академії. БАРАДА

## Галерея

### Україна

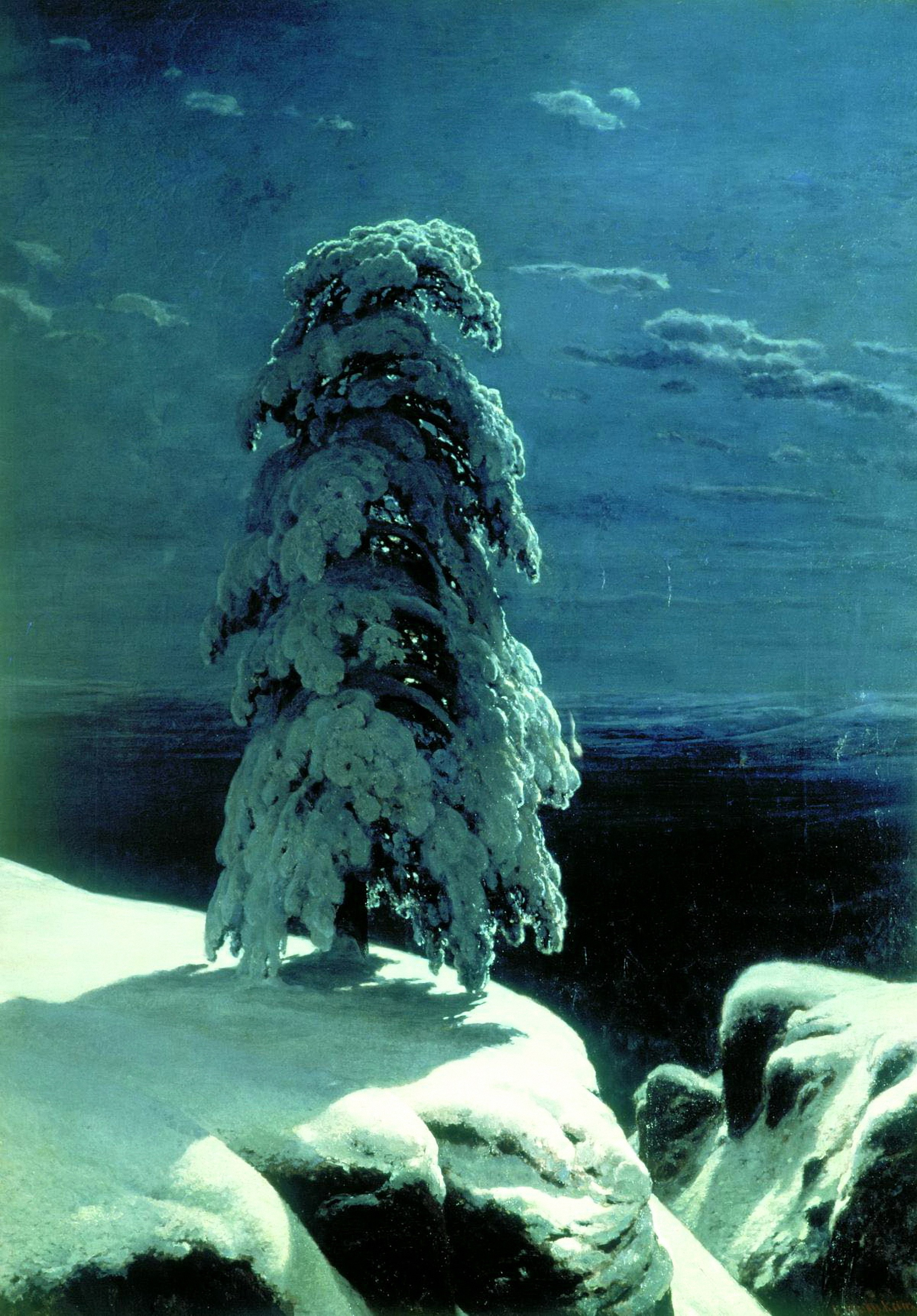
«На півночі дикій», 1891, Національний музей «Київська картинна галерея»

### РФ

«Жито», 1878, Третьяковська галерея, Москва, РФ
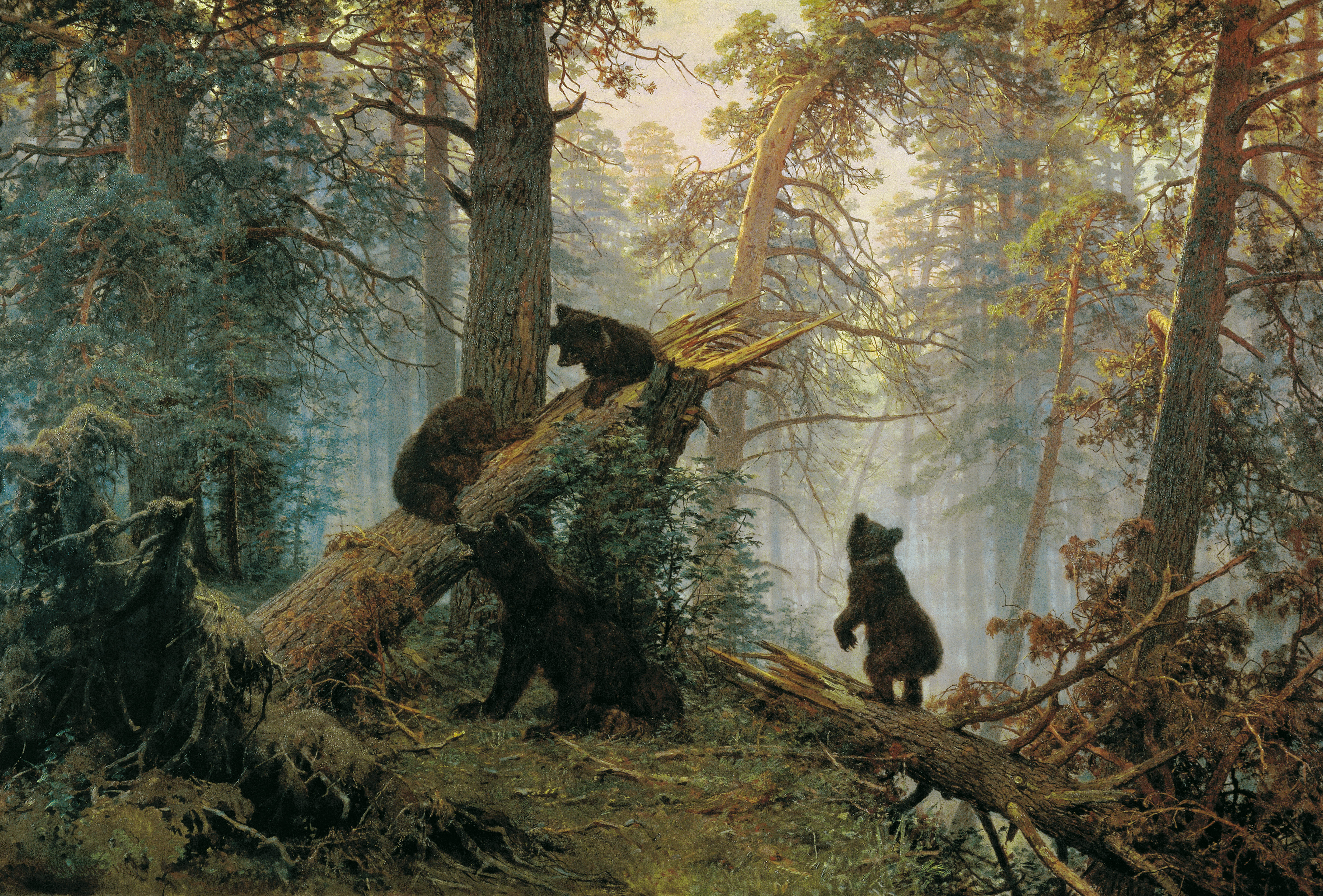
«Ранок у сосновому лісі», 1889, Третьяковська галерея, Москва, РФ
«Струмок в березовому лісі», 1883
«Дубовий гай», 1887
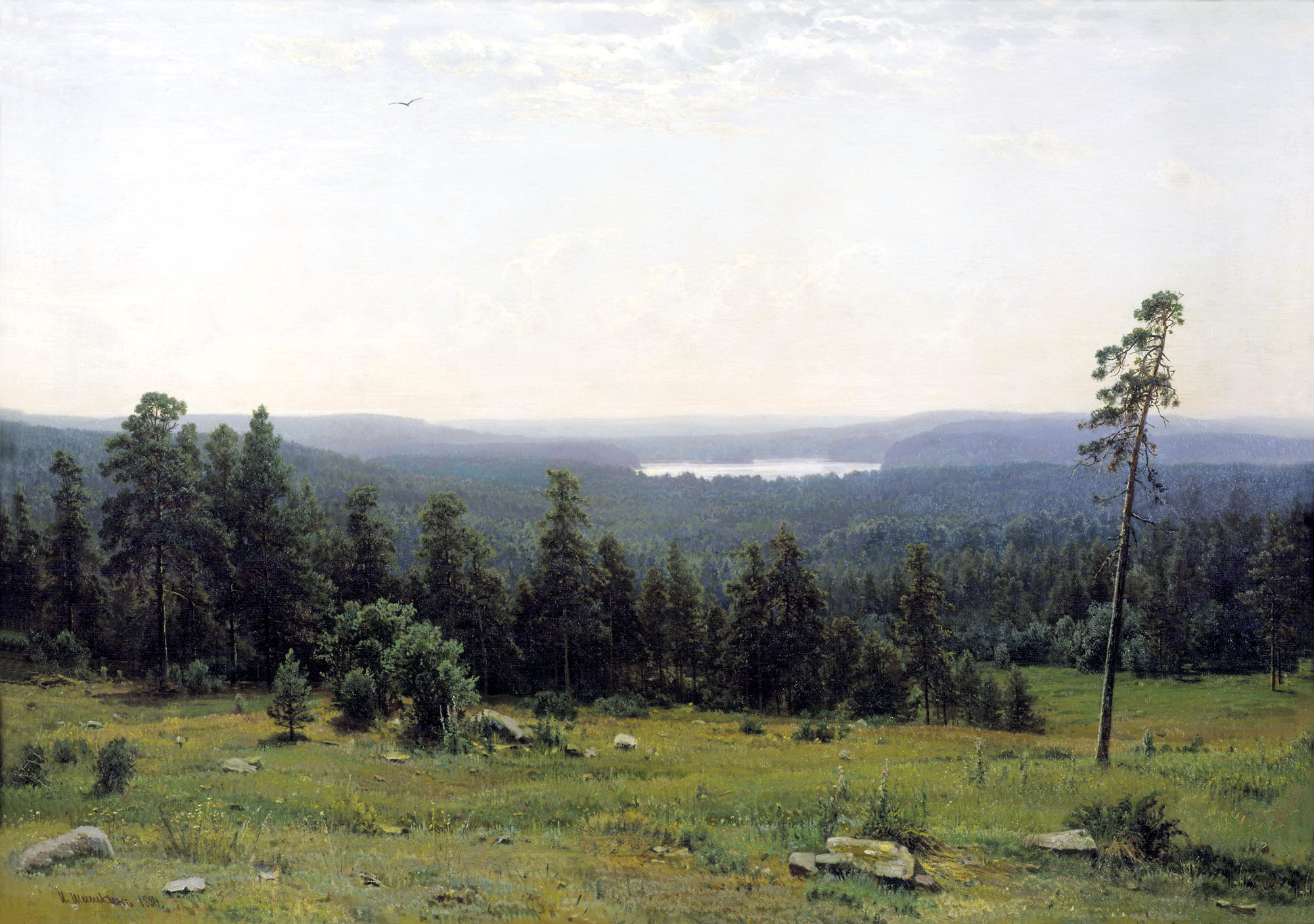
«Лісові далі», 1884
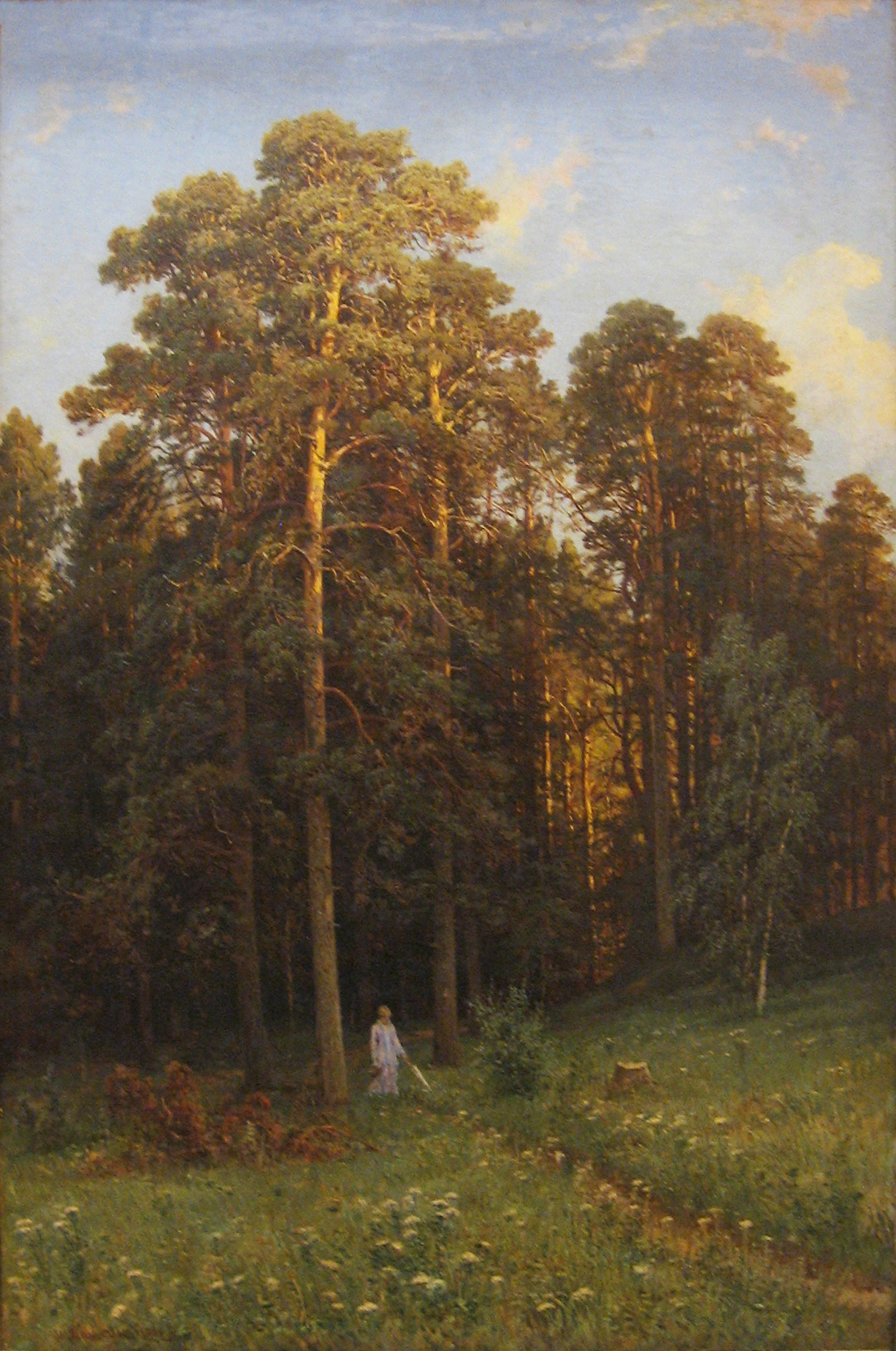
«На узліссі соснового лісу», 1882
«Полісся», 1884
«Дощ в дубовому лісі», 1891
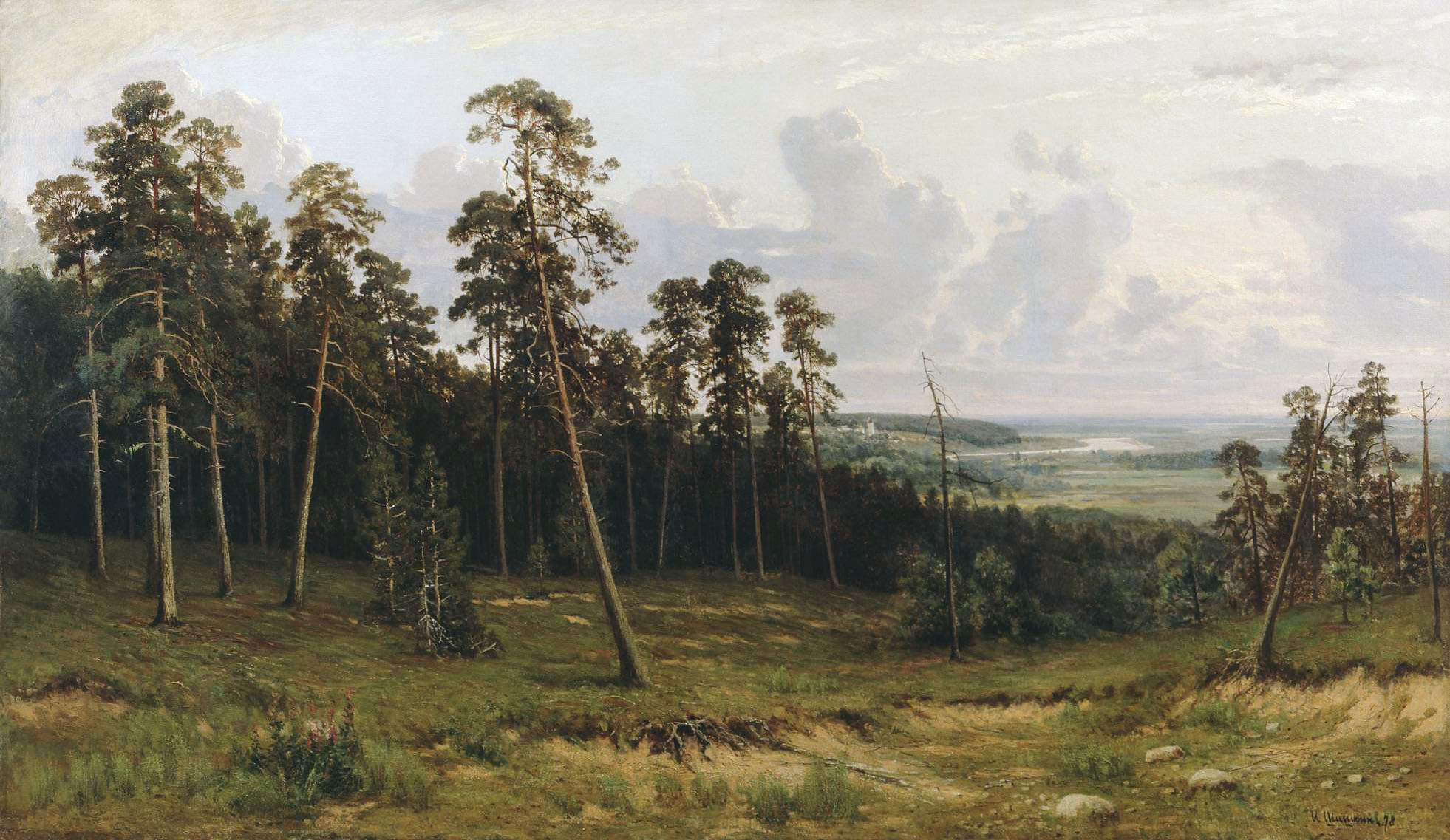
«Узлісся лісу», 1882
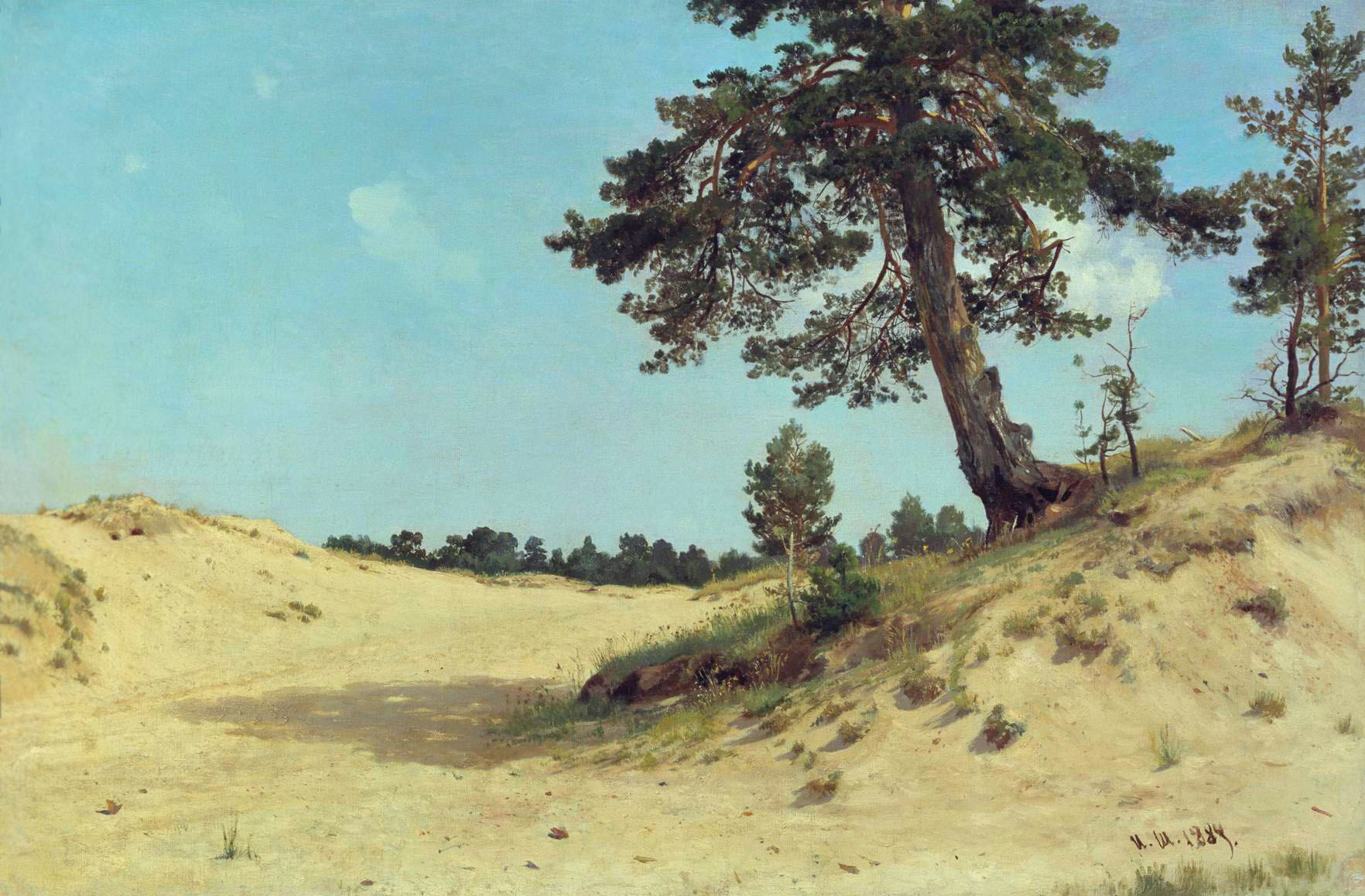
«Сосна на піску», 1884
«Березовий ліс», 1871
«Вечір», 1882
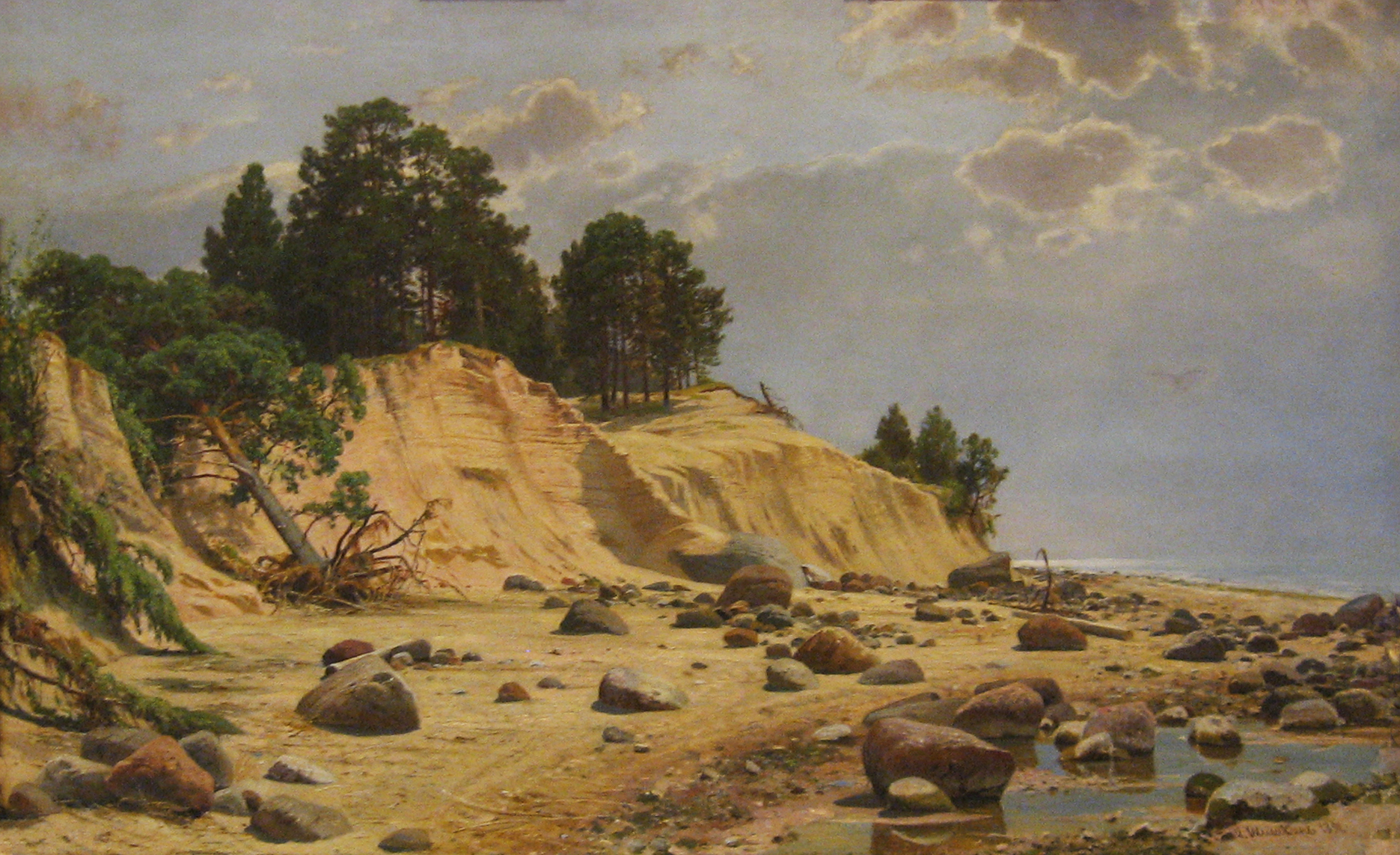
«Після шторму в Мері-Хові», 1891
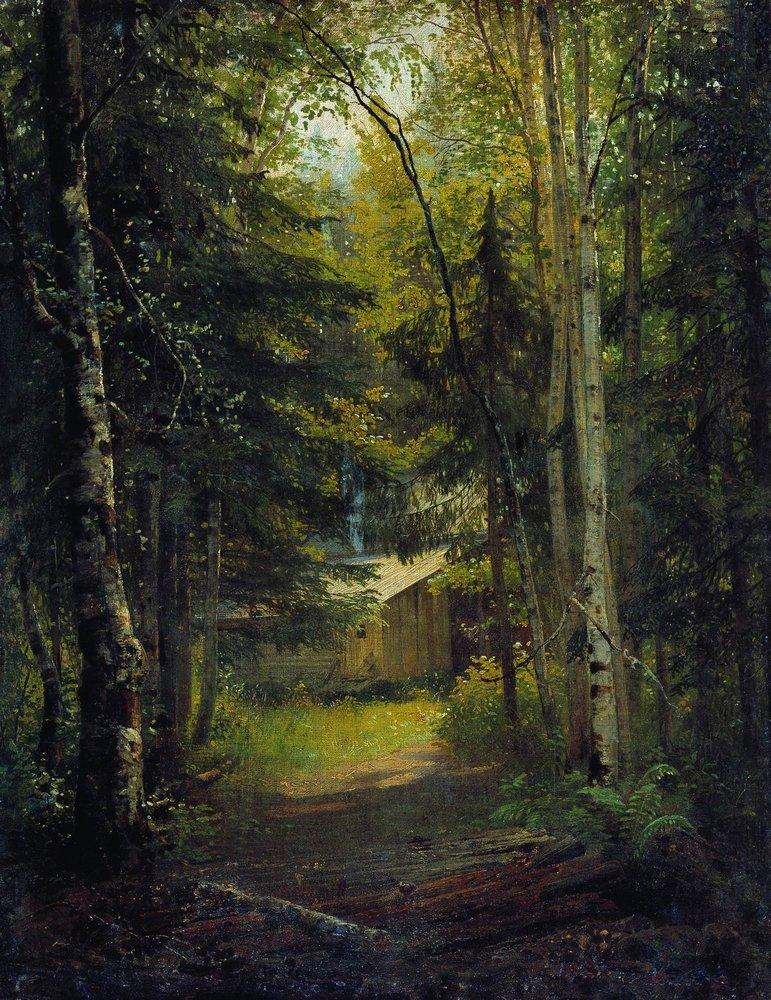
«Сторожка в лісі», 1870
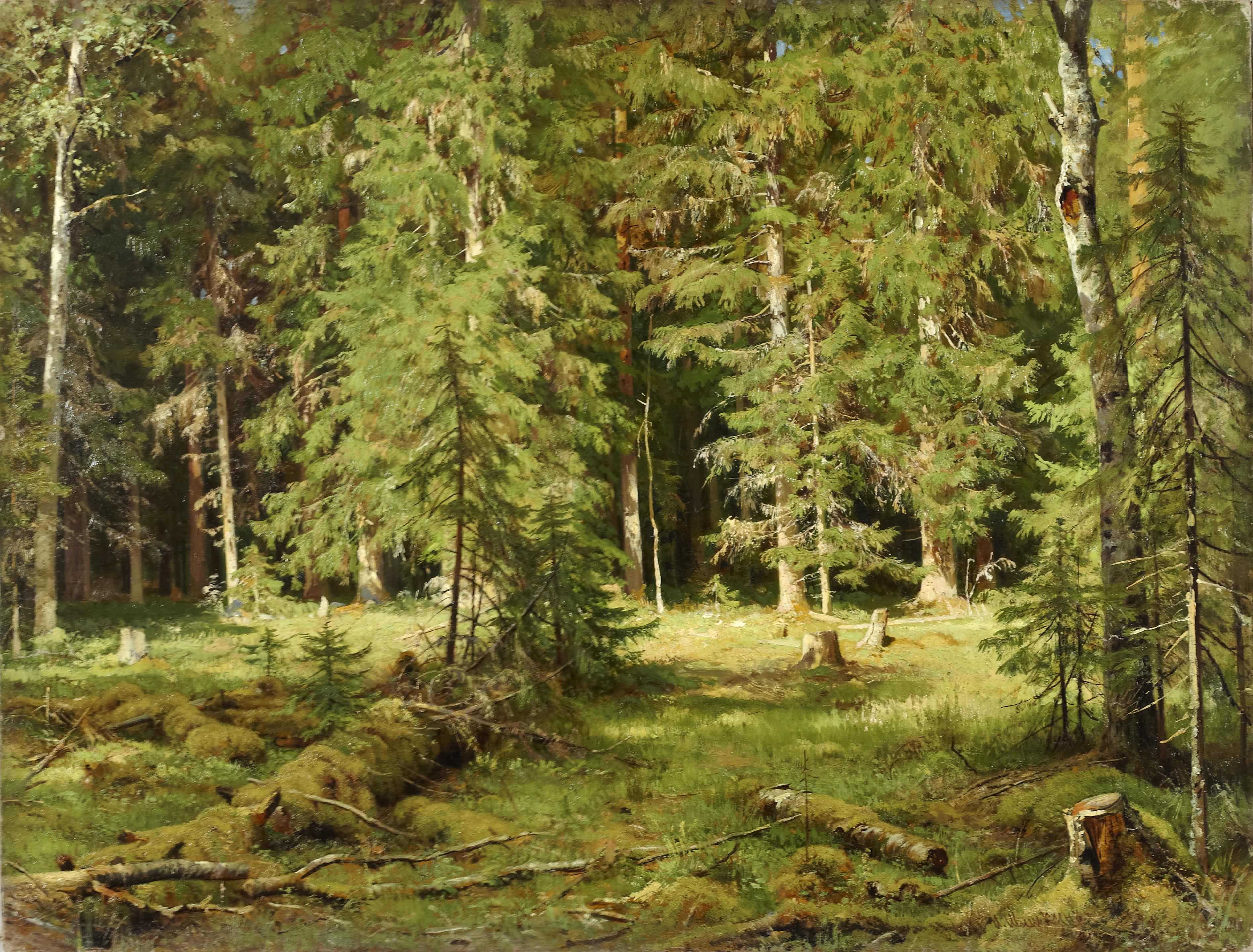
«Ліс», 1880